# جورج دبليو. ودروف
جورج دبليو. ودروف (بالإنجليزية: George W. Woodruff)‏ هو شخصية أعمال أمريكي، ولد في 25 أغسطس 1895، وتوفي في 4 فبراير 1987 في Emory University Hospital ‏ في الولايات المتحدة.

## وصلات خارجية
- جورج دبليو. ودروف على موقع إن إن دي بي (الإنجليزية)